# Ilindentsi
Ilindentsi (bulgariska: Илинденци) är ett distrikt i Bulgarien.   Det ligger i kommunen Obsjtina Strumjani och regionen Blagoevgrad, i den sydvästra delen av landet, 120 km söder om huvudstaden Sofia.
Trakten runt Ilindentsi består i huvudsak av gräsmarker. Runt Ilindentsi är det ganska glesbefolkat, med 42 invånare per kvadratkilometer.